# Platycaedicia inexpectata
Platycaedicia inexpectata är en insektsart som först beskrevs av Willemse, C. 1961.  Platycaedicia inexpectata ingår i släktet Platycaedicia och familjen vårtbitare. Inga underarter finns listade i Catalogue of Life.